# Liste der Monuments historiques in Beurey-Bauguay
Die Liste der Monuments historiques in Beurey-Bauguay führt die Monuments historiques in der französischen Gemeinde Beurey-Bauguay auf.

## Liste der Immobilien
| Bezeichnung             | Beschreibung           | Standort                 | Kennzeichnung | Schutzstatus | Datum | Bild |
| ----------------------- | ---------------------- | ------------------------ | ------------- | ------------ | ----- | ---- |
| Gallo-römischer Brunnen | aus dem 3. Jahrhundert | östlich des Ortes (Lage) | PA00112135    | Classé       | 1924  |      |

## Liste der Objekte
| Bezeichnung | Beschreibung                          | Standort                       | Kennzeichnung | Schutzstatus | Datum | Bild |
| ----------- | ------------------------------------- | ------------------------------ | ------------- | ------------ | ----- | ---- |
| Pietà       | Holz, farbig gefasst, 16. Jahrhundert | in der Kirche St-Martin (Lage) | PM21000303    | Classé       | 1960  |      |